# Valentyn Vasjanovyč
Valentyn Mykolajovyč Vasjanovyč (in ucraino Валентин Миколайович Васянович?; Žytomyr, 21 luglio 1971) è un regista, sceneggiatore, produttore cinematografico, direttore della fotografia e montatore ucraino.
Considerato uno dei maggiori registi ucraini contemporanei, nel 2021 tre dei suoi film sono stati inseriti tra i 100 migliori film nella storia del cinema ucraino, tra cui Atlantis (2019), all'11º posto.

## Biografia
Si è formato presso la scuola di Andrzej Wajda. Nel 2014, è stato direttore della fotografia, montatore e produttore del film in lingua dei segni ucraina The Tribe, di Myroslav Slabošpyc'kyj, di grande apprezzamento da parte della critica. Nel 2017, il suo terzo lungometraggio di finzione, Riven' čornoho, è stato scelto come film rappresentante l'ucraina nella corsa all'Oscar al miglior film straniero 2018, senza però riuscire ad ottenere la candidatura.
Nel 2019, il successivo Atlantis ha vinto il premio per il miglior film della sezione "Orizzonti" alla Mostra del cinema di Venezia ed è stato scelto di nuovo come candidato ucraino agli Oscar, nuovamente senza successo. Torna alla Mostra nel 2021, stavolta concorrendo per il Leone d'oro, con Reflection.

### Posizioni politiche
Nel novembre 2020, il presidente ucraino Volodymyr Zelens'kyj gli ha conferito l'Ordine al merito - III classe, onorificenza che Vasjanovyč, assieme alla regista Iryna Cilyk, ha rifiutato in segno di protesta verso il trattamento dei lavoratori dello spettacolo da parte del governo Šmyhal': ha dichiarato che la sua non è una «decisione politica, ma una di solidarietà verso i miei colleghi».
Nel marzo 2022, è stato tra le personalità del cinema ucraino a firmare un appello sul periodico Variety per chiedere alla comunità internazionale un boicottaggio totale dell'industria culturale russa e dei suoi membri in seguito all'invasione russa dell'Ucraina.

## Stile
Vasjanovyč è noto per il suo stile registico rigoroso, fatto d'ininterrotti long take statici di lunga durata che privilegiano il montaggio interno e i campi medi o lunghi rispetto a dialoghi e primi piani. Ad esempio Atlantis (della durata di 108 minuti) è composto da sole 28 inquadrature, mentre Reflection (di oltre due ore) appena da 29. Il suo cinema ha trattato ripetutamente della guerra del Donbass e più in generale della guerra russo-ucraina.

## Filmografia

### Regista e sceneggiatore
- Zvyčajna sprava (2012)
- Kredens (2013)
- Prysmerk – documentario (2014)
- Riven' čornoho (2017)
- Atlantis (Atlantyda) (2019)
- Reflection (Vidblysk) (2021)

### Direttore della fotografia
- Prysmerk – documentario (2014)
- The Tribe (Plem"ja), regia di Myroslav Slabošpyc'kyj (2014)
- Zgoda, regia di Maciej Sobieszczański (2017)
- Riven' čornoho (2017)
- Atlantis (Atlantyda) (2019)
- Reflection (Vidblysk) (2021)
- Alive, regia di Vladlen Odudenko – cortometraggio (2023)

### Montatore e produttore
- The Tribe (Plem"ja), regia di Myroslav Slabošpyc'kyj (2014)
- Riven' čornoho (2017)
- Atlantis (Atlantyda) (2019)
- Reflection (Vidblysk) (2021)
- Alive, regia di Vladlen Odudenko – cortometraggio (2023)

## Riconoscimenti
- Mostra internazionale d'arte cinematografica
  - 2019 – Premio Orizzonti per il miglior film per Atlantis
  - 2021 – In concorso per il Leone d'oro per Reflection